# Cézallier
Der Cézallier ist ein Bergland vulkanischen Ursprungs im französischen Zentralmassiv. Seine höchste Erhebung ist der Signal du Luguet (1551 m).
Das Gebiet liegt etwa 50 km südlich von Clermont-Ferrand an der Grenze der Départements Puy-de-Dôme und Cantal zwischen den höher gelegenen Bergketten der Monts Dore im Norden und der Monts du Cantal im Süden. Das Bergmassiv liegt auf einer mittleren Höhe von 1.200 Metern über dem Meeresspiegel. Es gehört zum Regionalen Naturpark Volcans d’Auvergne.

## Weblinks

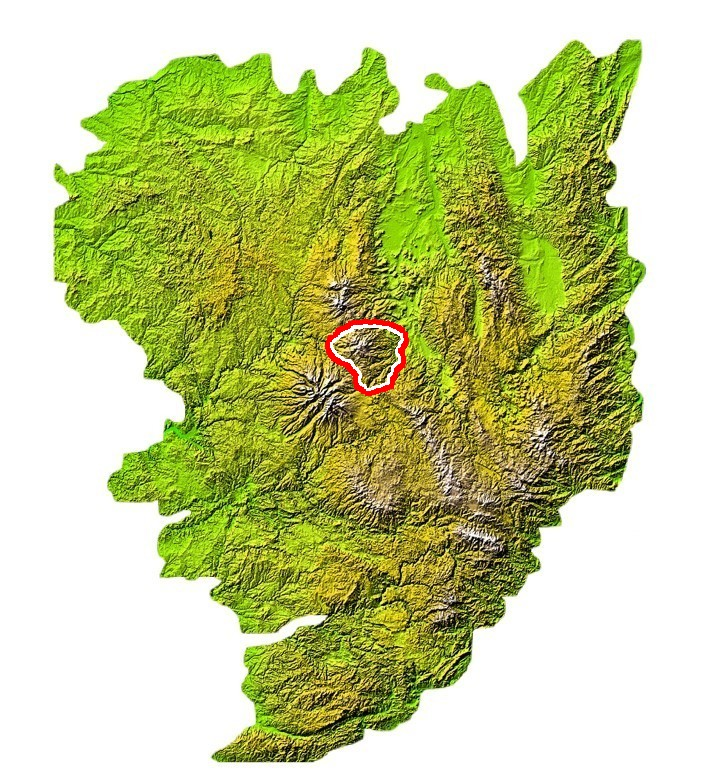
Lage des Cézallier im Zentralmassiv